# ساندرا بيريرا
ساندرا بيريرا هو سياسية برتغالية من الحزب الشيوعي تم انتخابه في عام 2019 كعضو في البرلمان الأوروبي على قائمة التحالف الديمقراطي الموحد.